# Ion Hobana
Ion Hobana (născut Aurelian Mantăroșie), (n. 25 ianuarie 1931, Sânnicolau Mare, județul Timiș-Torontal – d. 22 februarie 2011, București) a fost un antologator, autor, critic literar, scriitor și teoretician literar român contemporan, specializat în analizarea literaturii științifico-fantastice. A copilărit, împreună cu părinții săi, la o casă de pe strada Pescarilor din Bârlad. Tatăl său, Ion Mantăroșie a fost magistrat, iar mama sa Antoneta (n. Patrichi), profesoară de istorie la Școala Pedagogică de Băieți și directoare la Liceul de fete din Bârlad. În 1949 a absolvit liceul la Colegiul Național „Gheorghe Roșca Codreanu“. A fost licențiat în litere cu o lucrare despre Science-fiction, prima de acest fel din România.

## Opera literară
A publicat cinci volume de versuri, printre care Centru înaintaș (1954), Caleidoscop (1958) și Orar de vacanță (1962) și romanul Sfârșitul vacanței (1960), înainte de a se consacra, cu precădere, SF-ului. Debutul în gen datează din 1955, în revista Știință și Tehnică, cu povestirea Glasul mării. Au urmat nuvela Ultimul văl (1957), volumele de povestiri Oameni și stele (1963), Un fel de spațiu (1988) și Timp pentru dragoste (2009, Editura Bastion), versiunea teatrală a Omului invizibil, după H.G. Wells (1974), pusă în scenă la București (1974), Brașov (1976) și Iași (2008).
În ianuarie 2011, volumul de povestiri Timp pentru dragoste, apărut în 2009 la Editura Bastion, este preluat, ca ediție definitivă, de către integrala science fiction și fantasy Seniorii Imaginației (Editura Eagle), readucând pe copertă titlul Oameni și stele.
Ion Hobana a fost membru al Uniunii Scriitorilor din România, Société Européenne de Culture, H.G. Wells Society, Centre International Jules Verne, Associazione Internazionale per gli Studi sulle Utopie.
Pentru întreaga sa activitate de creație, exegeză și promovare a SF-ului, i s-au decernat Marele Premiu al Ministerului Culturii și Artei din Polonia (1973), Premiul Special Aripile de aur ale fanteziei (1980) și Premiul World SF (Brighton, 1984).

## Lucrări de exegeză
- Viitorul a început ieri (1966), Editura Tineretului;
- Imaginile posibilului (1968), Editura Meridiane;
- Vârsta de aur a anticipației românești (1969), Editura Tineretului;
- Maeștrii anticipației clasice (1975), Editura Minerva;
- Science fiction. Autori, cărți, idei, volumul I (1983), Editura Eminescu;
- Literatura de anticipație. Autori, cărți, idei, volumul II (1986), Editura Eminescu;
- Un englez neliniștit. H.G. Wells și universul SF(1996), Editura Fahrenheit;
- Triumful visătorilor 1998, Editura Nemira, cu Julien Weverbergh, un elogiu celor care au prefigurat în opere de ficțiune realizările viitoare ale științei și tehnicii;
- Peste o sută și o mie de ani - O istorie a literaturii franceze de imaginație științifică până la 1900, 2010, Editura Academiei Române

Romanul Călătorie întreruptă, (1989 - Editura Cartea Românească, 2007 - Editura pentru Știință S.I.T.), este o carte în mare parte autobiografică și a fost distins cu Premiul Asociației Scriitorilor București (2007).

### Ion Hobana prezintă maeștrii anticipației clasice

Ion Hobana pe coperta volumului Orașele scufundate, Editura Minerva 2006

În ultimii ani, a inițiat și realizat, la Editura Minerva, Colecția Ion Hobana prezintă maeștrii anticipației clasice, din care au apărut până acum (decembrie 2006) volume semnate de:
1. Edgar Allan Poe (Scurtă discuție cu o mumie), colecție de povestiri
2. Robert Louis Stevenson (Straniul caz al Dr. Jeckyl și al Domnului Hyde), colecție de povestiri
3. Edmond About (Omul cu urechea ruptă), colecție de povestiri
4. Jules Verne (O dramă în văzduh), colecție de povestiri
5. Emilio Salgari (Minunile anului 2000), roman[4]
6. Karinthy Frigyes (Călătorie în Faremido și Capilaria),
7. Jack London (Ciuma stacojie), colecție de povestiri
8. Felix Aderca (Orașele scufundate), roman
9. H.G. Wells (Lumea eliberată).

## Antologii și prefețe
- Viitorul? Atenție! 1968, Editura Tineretului;
- Fantascienza, 1973, Editura Albatros, cu Gianfranco de Turris;
- O falie în timp,  1976, Editura Eminescu;
- Fugă în spațiu-timp, 1981, Editura Ion Creangă;
- Pianul programat, 1982, Editura Kriterion;[necesită citare]
- Creierul lui Broca de Carl Sagan, 1988, Editura Politică, ISBN 973-28-0011-9

A scris prefețe pentru romane și culegeri de povestiri: Edgar Allan Poe, Jules Verne, Edmond About, Robert Louis Stevenson, Auguste Villiers de l'Isle-Adam, Mark Twain, Joseph-Henri Rosny aîné, H. G. Wells, Jack London, Emilio Salgari, Arthur Conan Doyle, Jan Weiss, Karinthy Frigyes, Felix Aderca, Stanislaw Lem.

## Pasiunea pentru Jules Verne
Având un vechi și constant interes pentru viața și opera lui Jules Verne, a tradus mai multe Călătorii extraordinare, a publicat zeci de articole și studii, a realizat numeroase emisiuni de radio și televiziune dedicate marelui scriitor.
Monografia Douăzeci de mii de pagini în căutarea lui Jules Verne (1979, Editura Univers, Premiul Uniunii Scriitorilor și Premiul Europa Special decernat cu prilejul celui de-al cincilea Congres European de Science Fiction – Stresa, 1980) a fost publicată și în Italia (Editrice Nord, 1981); ediția a doua, substanțial revăzută și adăugită, a apărut în 2000.
- Jules Verne în România? (1992), Editura Fundației Culturale Române;
- Jules Verne. Chipuri, obiceiuri și peisaje românești (2004), PRO Editură și Tipografie, analizează în profunzime cele patru romane verniene care se petrec pe teritoriul țării noastre sau au eroi români.

## Contribuții critice în străinătate
- Polaris, 1975, Insel Verlag;
- Restant, 1977, Antwerpen/Gent
- Survey of Science-fiction Literature*, 1979, Salem Press
- Grande Enciclopedia della Fantascienza, 1980, Editoriale Del Drago
- Science-fiction et fiction speculative, 1985, Editions de l'Universite de Bruxelles
- Anatomy of Wonder, 1987, R.R. Bowker
- Utopia e modernita, 1989, Gangemi Editore
- Il mondo delle passioni nell'immaginario utopico*, 1997, Giuffre Editore.

## Emisiuni TV
- Frontierele posibilului
- Fantastic club
- Triumful visătorilor.

## Internațional
A tradus din franceză și italiană. Povestirile și studiile lui Ion Hobana au apărut în peste douăzeci de țări.
- 20.000 pagine alla ricerca di JULES VERNE, 1981, Editrice Nord, Milano;
- De triomf van de droom , 1991, Hadewijch Antwerpen-Baarn, în colaborare cu Julien Weverbergh;
- Povestirile Un fel de spațiu și Emisiune nocturnă (Premiul Conferinței Europene de Science Fiction – Fayence, 1985) au fost incluse în antologiile Twenty Houses of the Zodiac (New English Library, 1979), respectiv The Penguin World Omnibus of Science-fiction (Penguin Books, 1986).

## Premii literare
- Premiul Uniunii Scriitorilor (1969) și Premiul Special Europa SF (decernat cu prilejul primului Congres European de Science Fiction - Trieste, 1972) pentru Vârsta de aur a anticipației românești;
- Premiul Uniunii Scriitorilor (1979) și Premiul Europa Special decernat cu prilejul celui de-al cincilea Congres European de Science Fiction – Stresa, 1980 pentru Douăzeci de mii de pagini în căutarea lui Jules Verne;
- Premiul Uniunii Scriitorilor (1983) pentru Science fiction. Autori, cărți, idei,;
- Povestirea "Emisiune nocturnă" a fost premiată de Conferința Europeană SF (Fayence, 1985);
- Premiul Uniunii Scriitorilor (1996) pentru Un englez nelinistit - H.G. Wells și universul SF.[5]

## Contribuții în ozenistică
Cunoscut cercetător al fenomenului OZN, președinte al Asociatiei pentru Studiul Fenomenelor Aerospațiale Neidentificate (ASFAN – România), Ion Hobana a publicat, în domeniu:
- OZN - o sfidare pentru rațiunea umană (1971), Editura Enciclopedică Română, în colaborare cu Julien Weverbergh
- UFO’s in Oost en West (2 volume) apărute in 1971 – 1972 la editura olandeză Ankh-Hermes, în colaborare cu Julien Weverbergh; vol. II a fost tradus în engleză – Londra și New York (UFOs from Behind the Iron Curtain 1975, Bantam Books), franceză – Paris, spaniolă – Buenos Aires. Volumul este dedicat cazurilor OZN din Uniunea Sovietică și din Europa de Est.

Cele mai recente contribuții ale sale în domeniu sunt:
- Enigme pe cerul istoriei, Editura ABEONA-C.E.I.T., 1993; ed. a II-a, Editura AMACONA, 1996
- Misterul Roswell după cincizeci de ani, Editura Agni, 1997
- OZN. Observatori credibili - relatări incredibile, Editura Polirom, 2001
- Enigme pe cerul istoriei, ed. a III-a, Editura pentru Știință S.I.T., București, 2007, ISBN 978-973-88225-8-0
- Incidentul Roswell. Noi mărturii și controverse, Editura pentru Știință S.I.T., București, 2008.

## Acuzații de plagiat
Pe data de 17 noiembrie 2013 jurnalistul Dan Alexe dezvăluie un plagiat al lui Ion Hobana după o povestire de Isaac Asimov. (narațiune similară - „Oameni și stele” de Hobana și  „C-Chute” (1951) de Isaac Asimov).

## Benzi desenate
- Secretul amforei, scenariu Horia Aramă, ilustrații de Pompiliu Dumitrescu, revista Cutezătorii, 1967